# Robuń (gromada)
Robuń – dawna gromada, czyli najmniejsza jednostka podziału terytorialnego Polskiej Rzeczypospolitej Ludowej w latach 1954–1972.
Gromady, z gromadzkimi radami narodowymi (GRN) jako organami władzy najniższego stopnia na wsi, funkcjonowały od reformy reorganizującej administrację wiejską przeprowadzonej jesienią 1954 do momentu ich zniesienia z dniem 1 stycznia 1973, tym samym wypierając organizację gminną w latach 1954–1972.
Gromadę Robuń z siedzibą GRN w Robuniu utworzono – jako jedną z 8759 gromad na obszarze Polski – w powiecie kołobrzeskim w woj. koszalińskim na mocy uchwały nr 43/54 WRN w Koszalinie z dnia 5 października 1954. W skład jednostki weszły obszary dotychczasowych gromad Robuń, Ramlewo, Wartkowo, Karkowo i Dargocice ze zniesionej gminy Robuń w tymże powiecie. Dla gromady ustalono 14 członków gromadzkiej rady narodowej.
31 grudnia 1961 do gromady Robuń włączono wieś Pobłocie Małe oraz obszary gruntów PGR Robuń (54,44 ha), PGR Ramlewo (13,55 ha) i wsi Ramlewo (40,48 ha) z gromady Karlino w powiecie białogardzkim w tymże województwie.
31 grudnia 1971 gromadę Robuń zniesiono, a jej obszar włączono do gromady Gościno w tymże powiecie.